# 켄츠 힐 고등학교
켄츠 힐 고등학교(Kents Hill School)는 1824년 루터 샘슨(Luther Sampson)이 설립한 미국 내에서 오래된 기숙 학교 중의 하나이다. 메인주의 켄츠힐(Kents Hill)시에 위치해 있으며 남녀공학이며 가족적인 분위기를 가지고 있다.

## 과목
제2외국어로 프랑스어와 스페인어 그리고 외국인을 위한 ESL 프로그램등이 있다.

## 학생
근교 메인주 출신 학생뿐만 아니라 세계 각지에서 온 학생들로 구성되어 있다. 다수의 한국 유학생이 재학 중이다.

## 입학요건
SSAT와 토플 성적을 고려한다.

## 대학진학
졸업후 명문 코넬 대학교나 일리노이 대학교에 진학한다.